# Carl Westman
Ernst Carl Westman, född 20 februari 1866 i Uppsala, död 23 januari 1936 i Stockholm, var en svensk arkitekt, målare och tecknare. 

## Liv och verk
Carl Westman var under 1900-talet första decennier en framstående arkitekt och anhängare av nationalromantiken. Han var son till direktören vid Jernkontoret Ernst Westman och Anna Mathilda Forssenius, samt från 1893 gift med Elin Westman, född Andersson. Carl Westman var farfar till Lars Westman och bror till Sven Gustaf Westman samt farbror till Nanna Sternberg.  

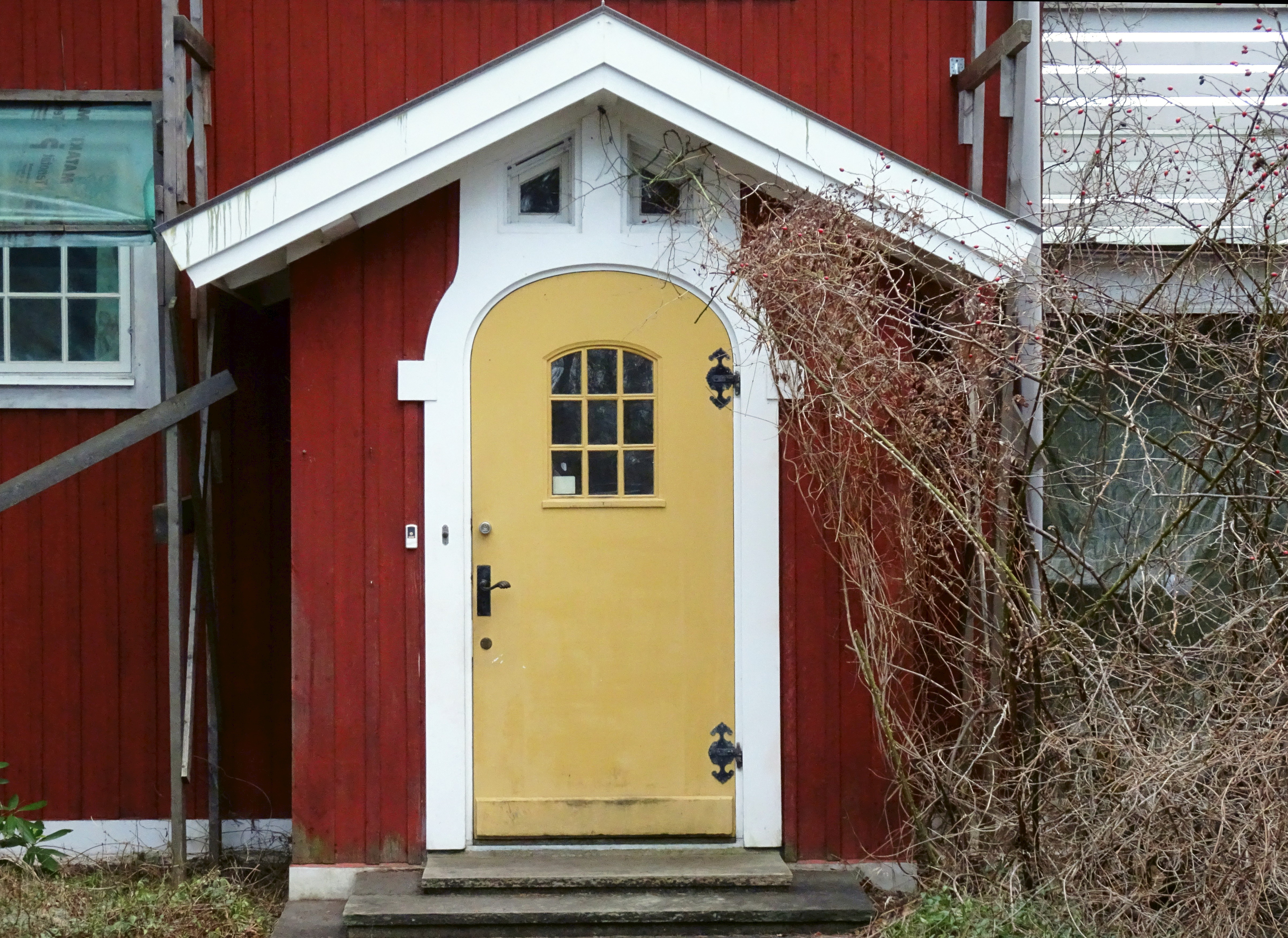
Jugendinspirerad entré till Westmans egen villa i Saltsjöbaden.

Carl Westman studerade i Stockholm vid Kungliga Tekniska högskolan 1885–1889 och på Konstakademien 1889–1892. Efter att ha arbetat i USA 1893–1895 som anställd arkitekt återvände han 1895 till Sverige. Åren 1895–1897 var han som anställd arkitekt hos Aron Johansson sysselsatt med arbetsritningarna till Riksdagshuset i Stockholm. Därefter startade han egen arkitektverksamhet 1897.
Under de första åren ritade Carl Westman privata villor och möbler inspirerade av Arts and Crafts-rörelsens formspråk. Under perioden 1899–1905 var han verksam i Åtvidaberg där han bland annat uppförde egnahemsbebyggelse, ett uppfordringstorn åt Adelsnäs samt ledde arbetet med Adelsnäs trädgårdsskola. I verken i Åtvidaberg arbetade han på ett fritt och nyskapande sätt med trä samtidigt som han anslöt till bruksortens äldre bebyggelse. Kring sekelskiftet 1900 ritade han ett femtontal villor i den unga villaförorten Saltsjöbaden, bland dem Pressens villa från 1902 som räknas till hans genombrottsverk inom villaarkitekturen och Fotografens villa samt sin egen, jugendinspirerad villa från 1903 på nuvarande adress Danska Backarna 16. I grannskapet har han även en väg uppkallad efter sig.
Carl Westmans stora genombrott blev Svenska läkaresällskapets hus vid Klara kyrka som uppfördes 1904–1906. Byggnaden har en enkel tegelfasad som reser sig från en granitsockel och var ett tydlig brott mot tidens ofta överlastade arkitektur. Den räknas som ett av nationalromantikens viktigaste pionjärverk i Sverige. Hans mest fantasirika och märkligaste verk torde vara Romanäs sanatorium (1905–1907) utanför Tranås. 
Carl Westman största och mest kända verk är Stockholms rådhus (1911–15) med sin kärva framtoning av Vasaborg med putsade outsmyckade tegelfasader och ett massivt torn. Han ritade även Röhsska konstslöjdsmuseets byggnad i Göteborg (1910–1914). År 1916 anställdes han som arkitekt av Medicinalstyrelsen och var verksam där under resten av sitt yrkesliv. Han ledde bland annat den första projekteringen av Radiumhemmet och Karolinska sjukhuset från 1931. Byggnaderna formgavs i en stram funktionalistisk tegelarkitektur. För Radiumhemmet ritade han även möbler och sjukhussängar. Detta arbete fortsatte efter hans död av Sven Ahlbom och Sven Malm.
Redan under studieåren koncentrerade sig Westman på arkitektyrkets konstnärliga sida och visade en ovanlig begåvning för teckning och ornamental komposition. Han funderade ett tag att helt ägna sig åt möbelarkitektur och karikatyrteckning men efter att några av hans arkitekturtävlingsförslag antogs kom byggnadskonsten att bli hans främsta uttrycksform. Som skämt- och karikatyrtecknare publicerades han i bland annat Palettskrap 1891, Ord och bild 1894, Strix 1897 och Arkitektur 1903. Han tecknade och formgav en affisch för Stora bryggeriets öl 1895 och en serie tecknade konstnärliga initialer som publicerades i Teknisk tidskrift 1900. I den segslitna frågan om utsmyckningen av vigselrummet på Stockholms rådhus hörde Westman till de som motarbetade Isaac Grünewalds förslag och ingrep själv genom att rita ett ornamentalt stiliserat landskapsmotiv med en sagans lund fylld av blommor, träd och djur som sedan utfördes av Filip Månsson.

## Verk i urval

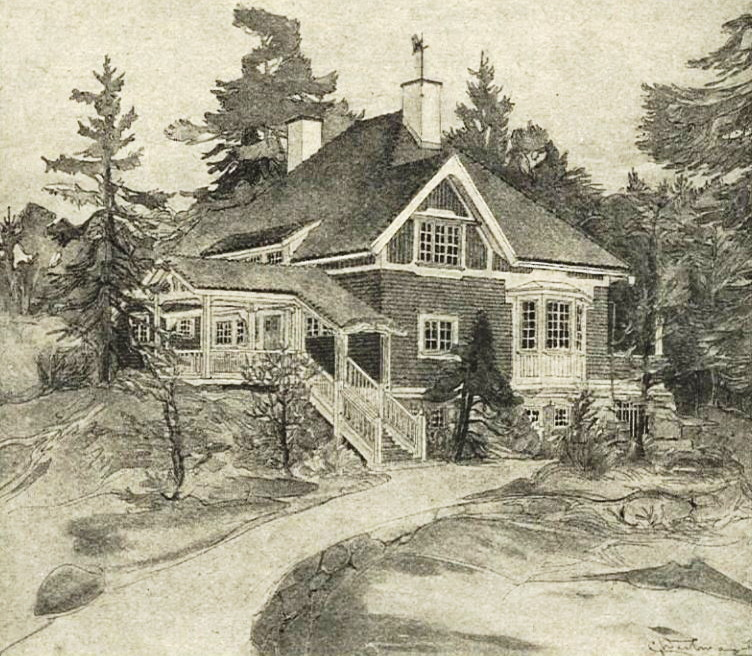
Pressens villa, skiss av Westman, 1902.

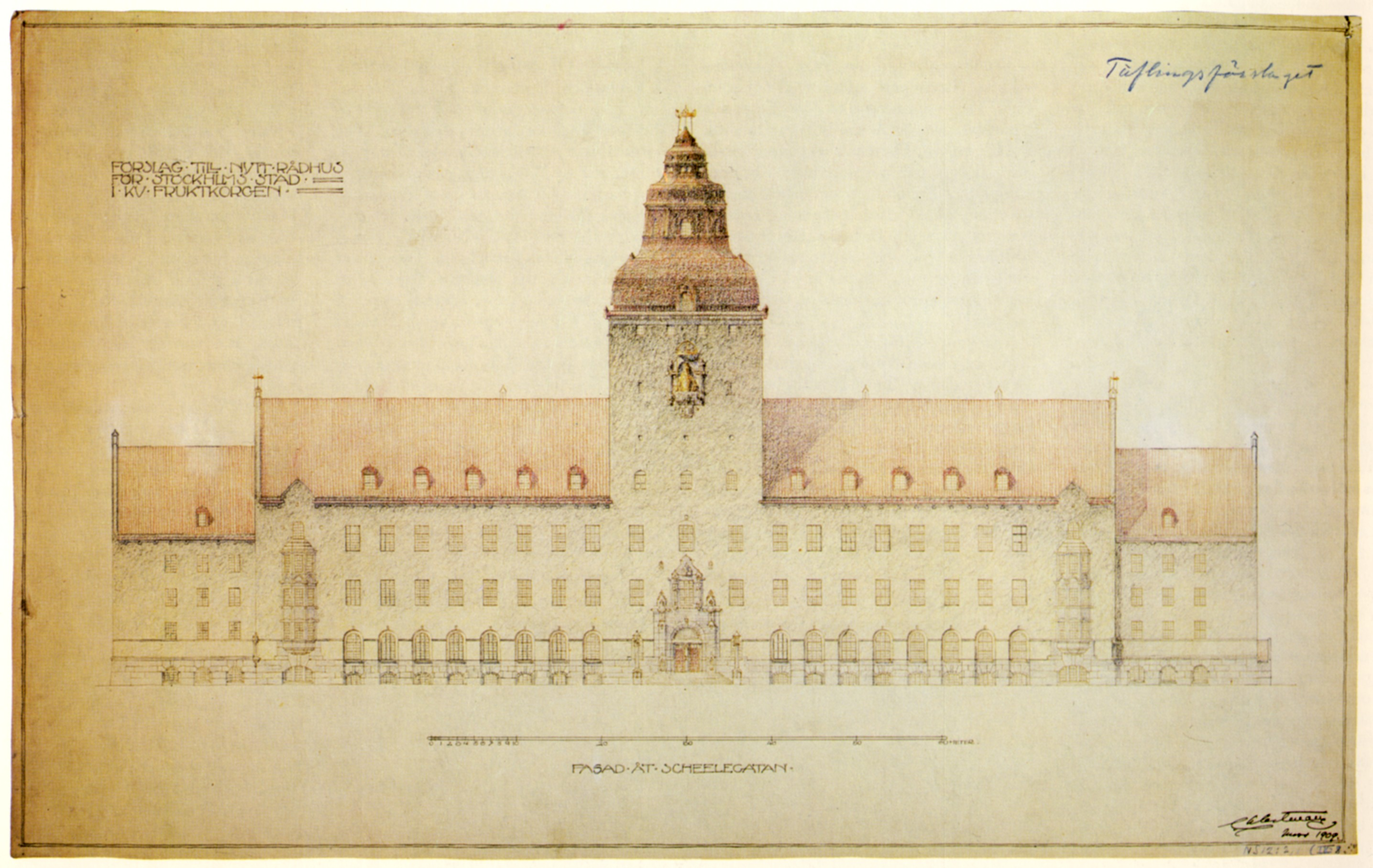
Fasadritning till Stockholms rådhus, 1909

- Pressens villa i Saltsjöbaden, 1902 (numera riven)
- Carl Westmans egen villa på Danska Backarna 16 i Saltsjöbaden, 1903
- Tammska villan på Ringvägen 37 i Saltsjöbaden, 1903
- Thulinska villan på Saltsjöpromenaden 38, i Saltsjöbaden, 1903
- Sundby sjukhus i Strängnäs kommun cirka 1900–04
- Sommarhotellet på Restaurangholmen i Saltsjöbaden, 1904 (numera rivet)
- Fotografens villa i Saltsjöbaden, 1905
- Svenska läkaresällskapets hus vid Klara Kyrka i Stockholm, 1904–06
- Tingshuset i Nyköping
- Ronneby stads elverk i Ronneby, 1902-03
- Röhsska konstslöjdmuseet i Göteborg, 1910–14
- Gamla Djursholm, Danderyds kommun, 1914
- Stockholms rådhus, 1911–15
- Bünsowska villan, Diplomatstaden i Stockholm, 1919
- S:ta Maria Sjukhus, Helsingborg, 1927
- Röda Korsets sjukhus, Norra Djurgården i Stockholm, 1927
- Umedalens sjukhus, Umeå, 1929–34
- Högberga gård, Villa Fåhraeus, Lidingö
- Radiumhemmet i Stockholm, 1931–36
- Beckomberga sjukhus, Stockholm, 1929–1935

- Westman finns representerad vid bland annat Konstakademiens arkiv, Nationalmuseum[13] i Stockholm, Röhsska museet[14] och Stockholms stadsmuseum.

## Bilder, verk i urval

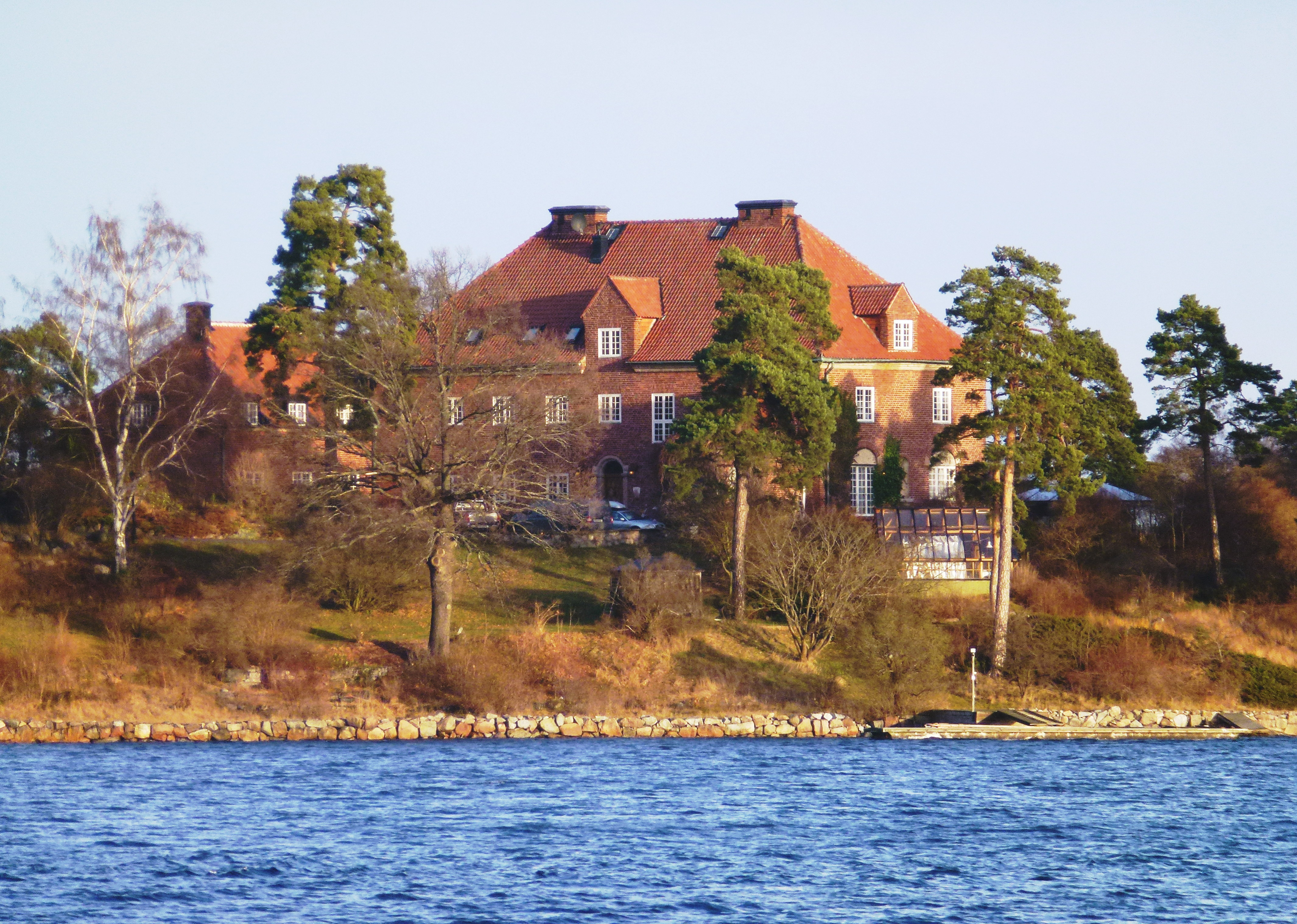
Gamla Djursholm
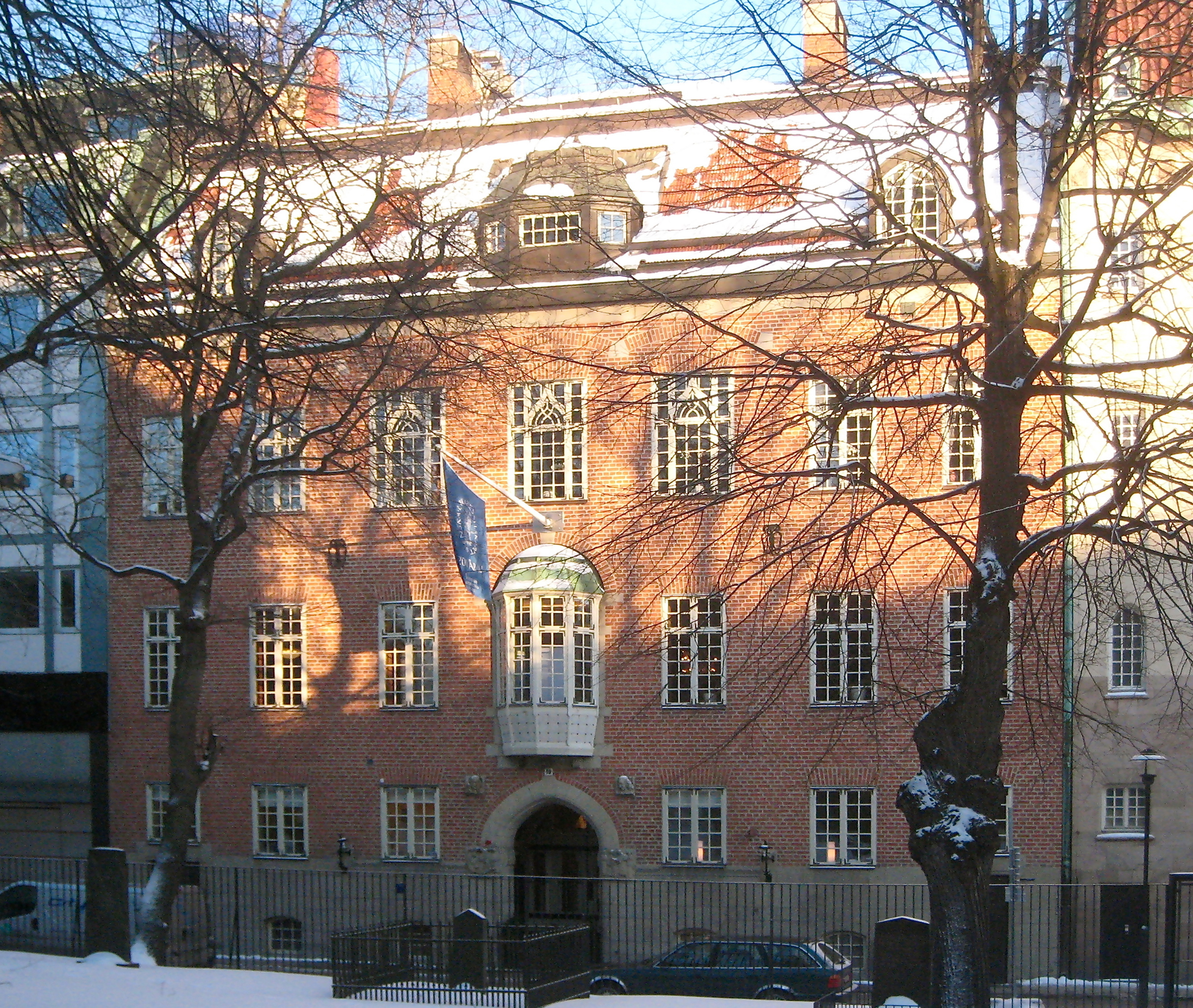
Svenska läkaresällskapets hus
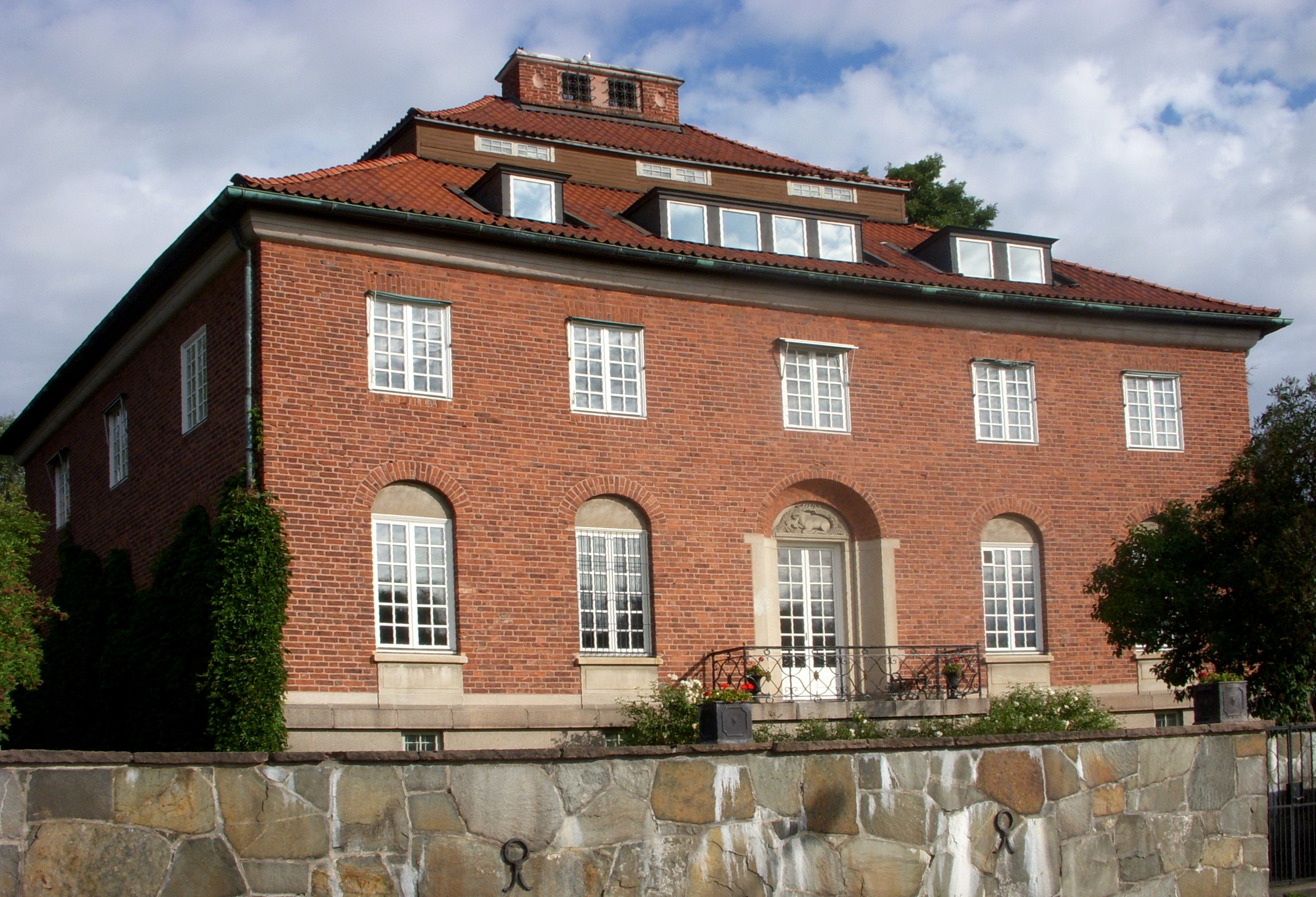
Bünsowska villan
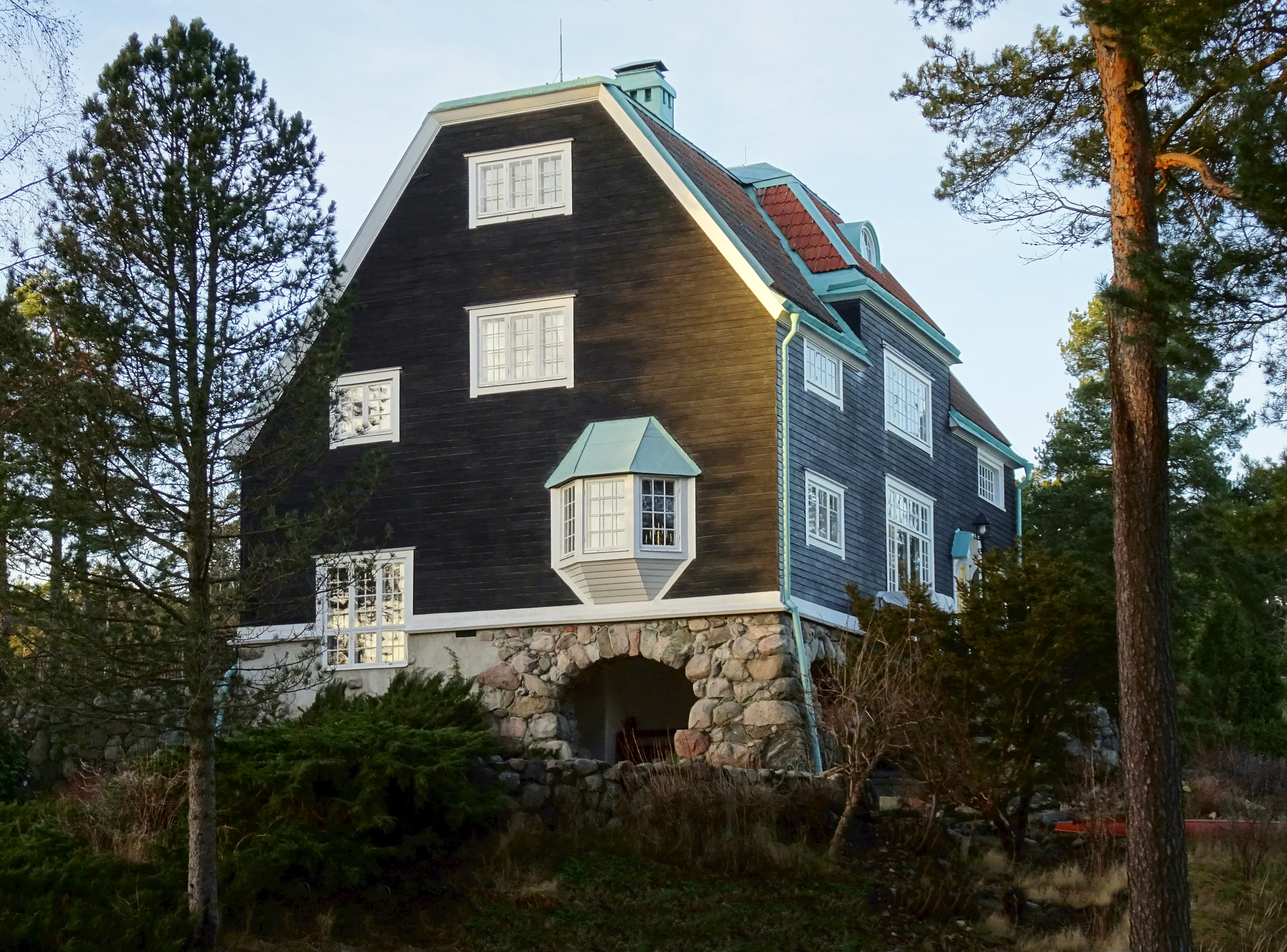
Thulinska villan
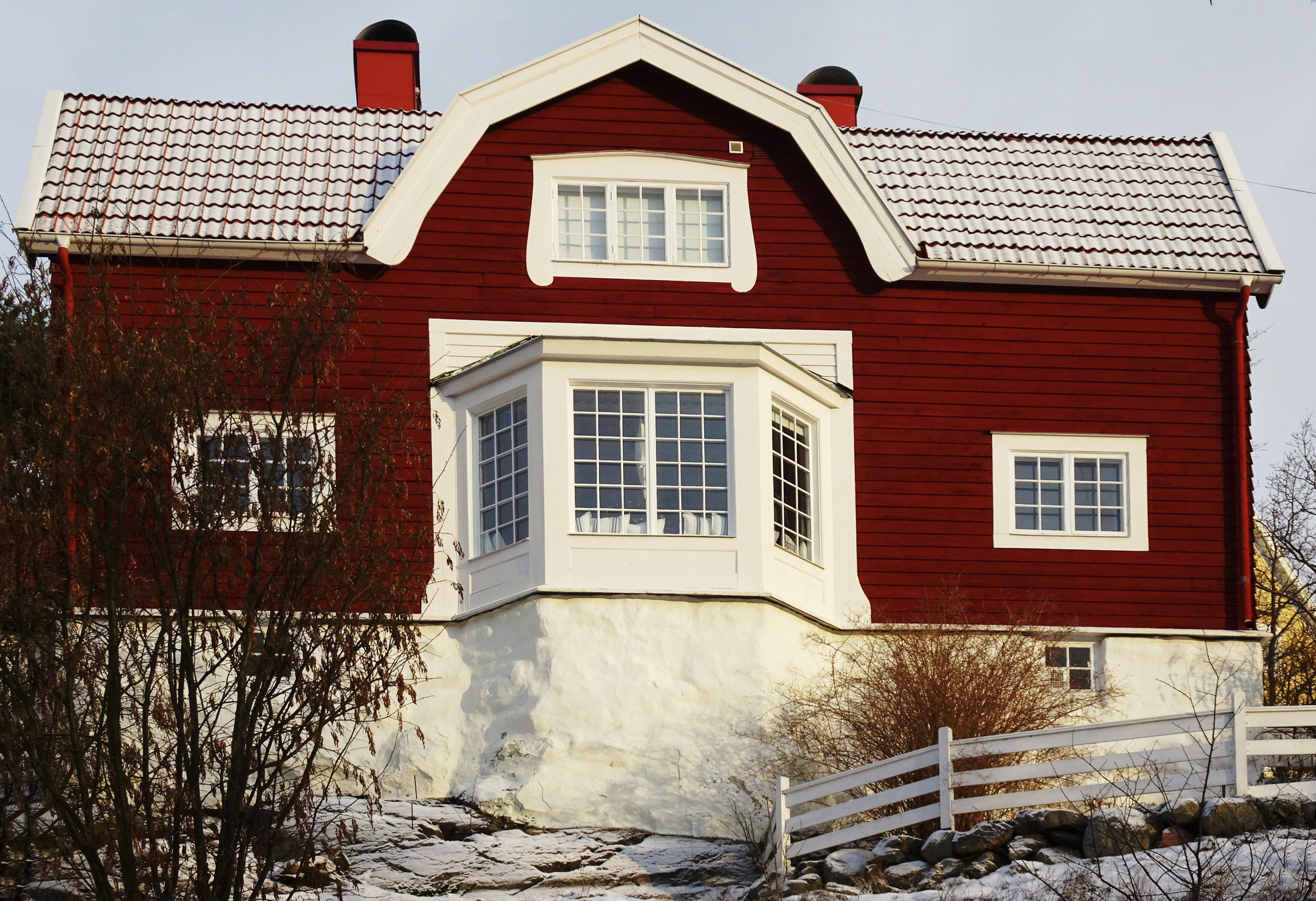
Tammska villan
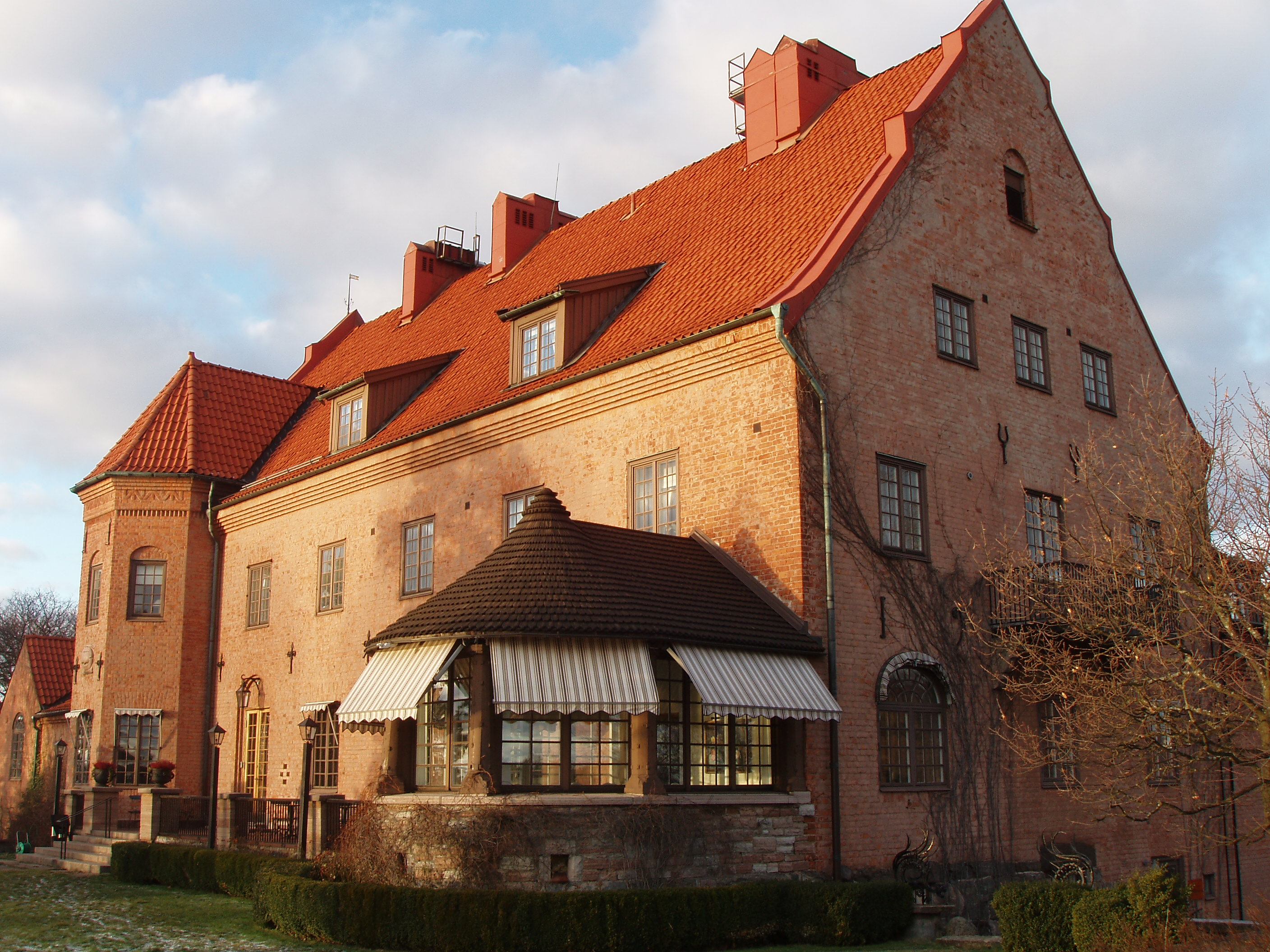
Högberga gård
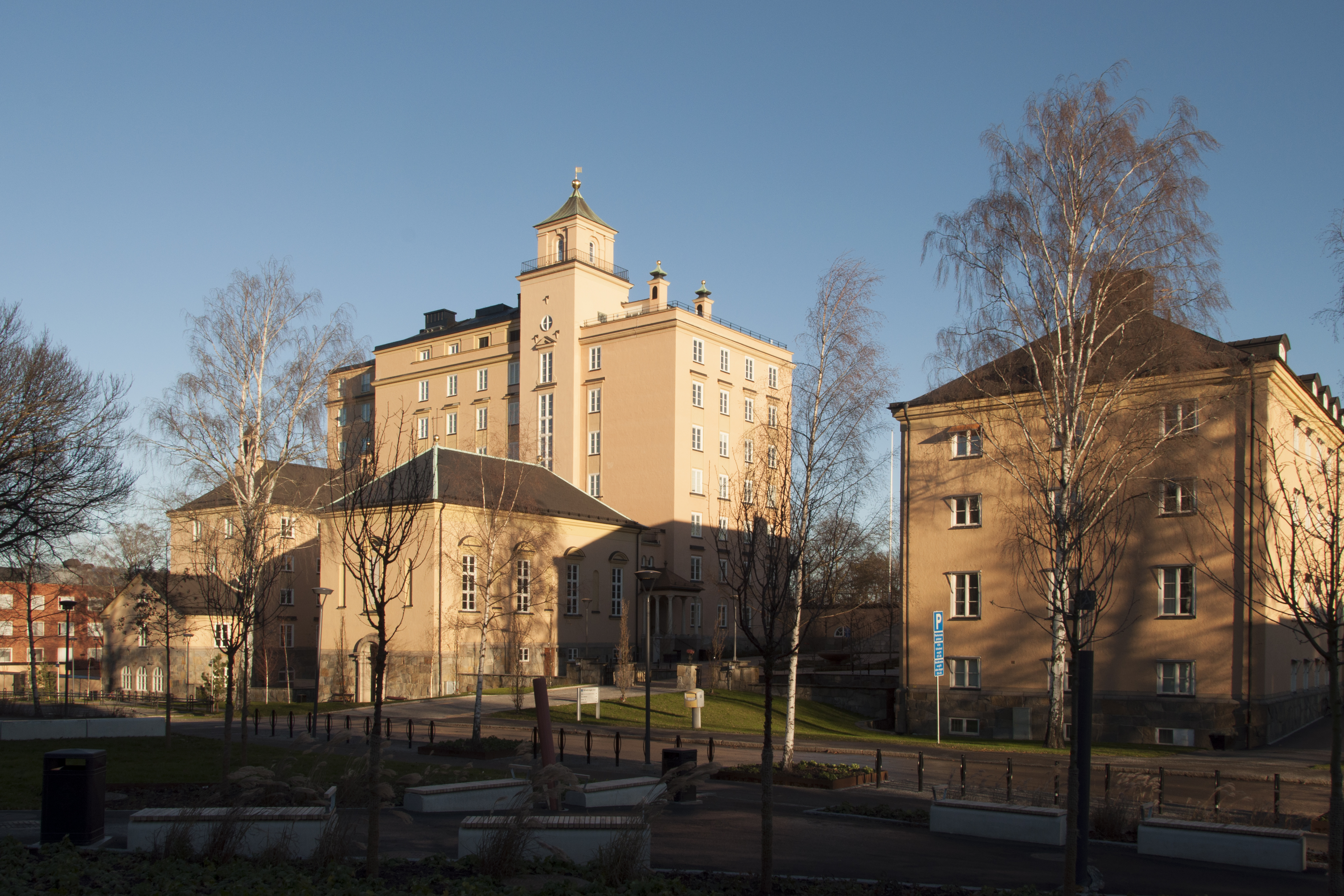
Röda Korsets sjukhus
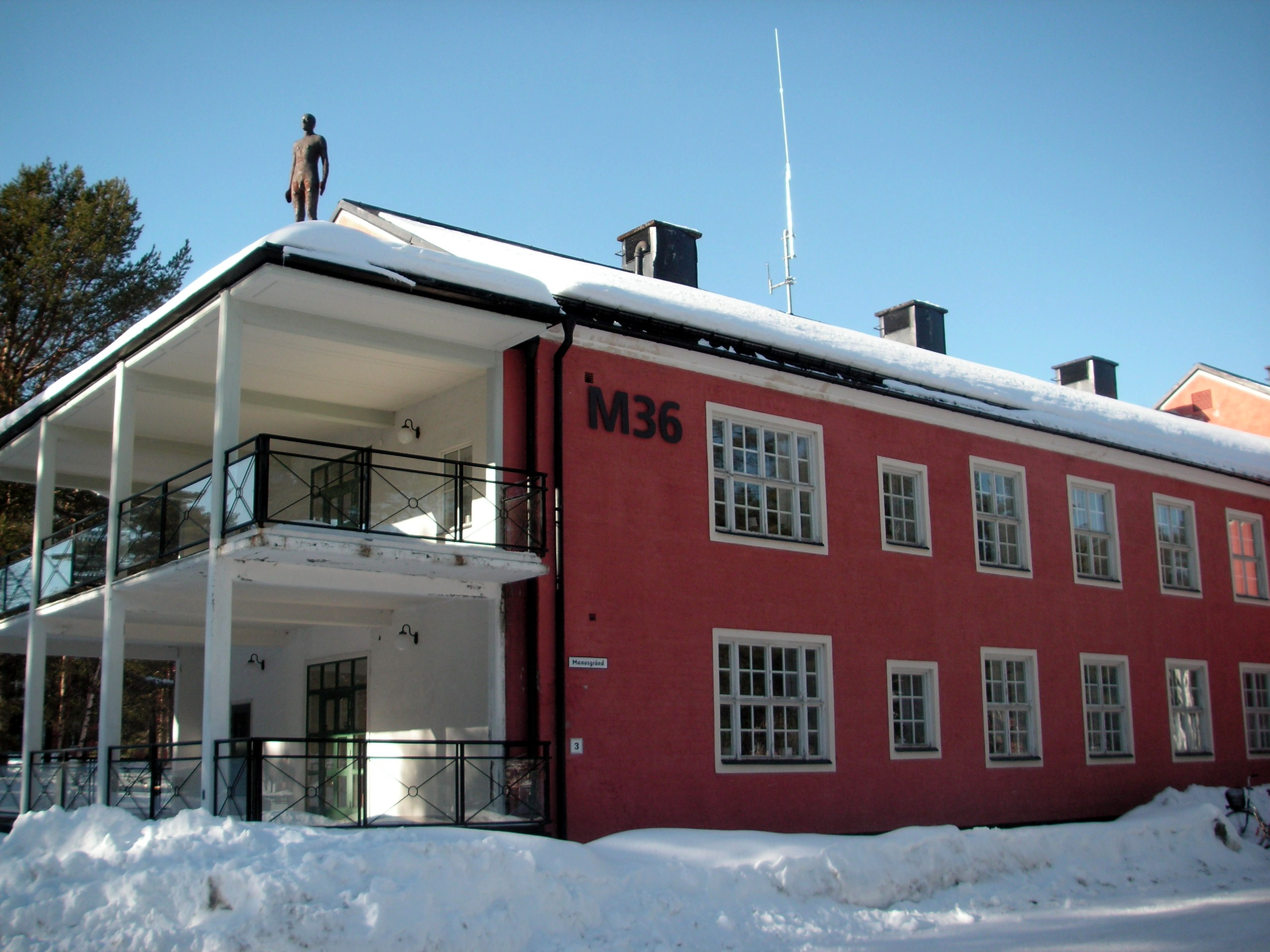
Umedalens sjukhus
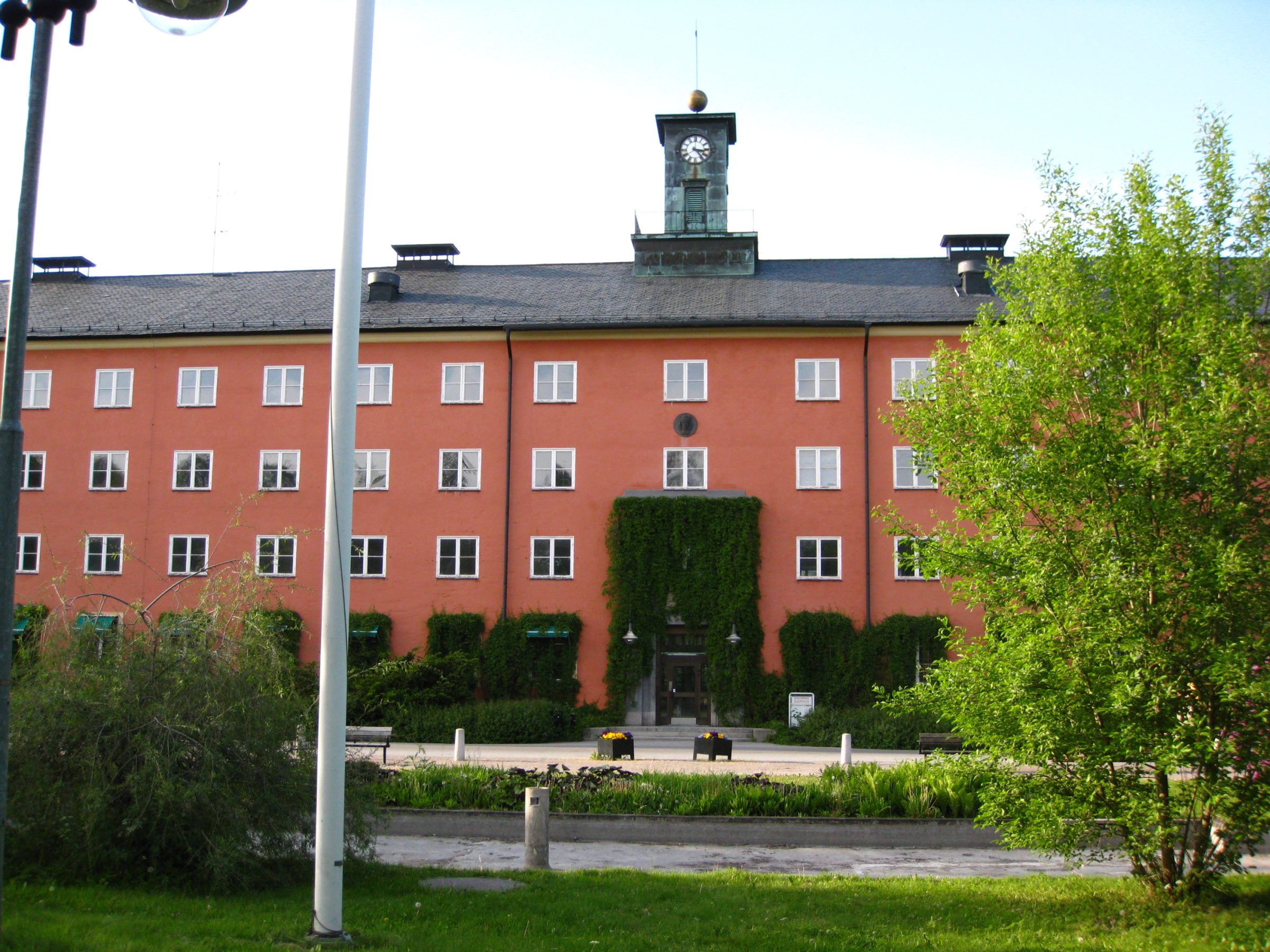
Beckomberga sjukhus
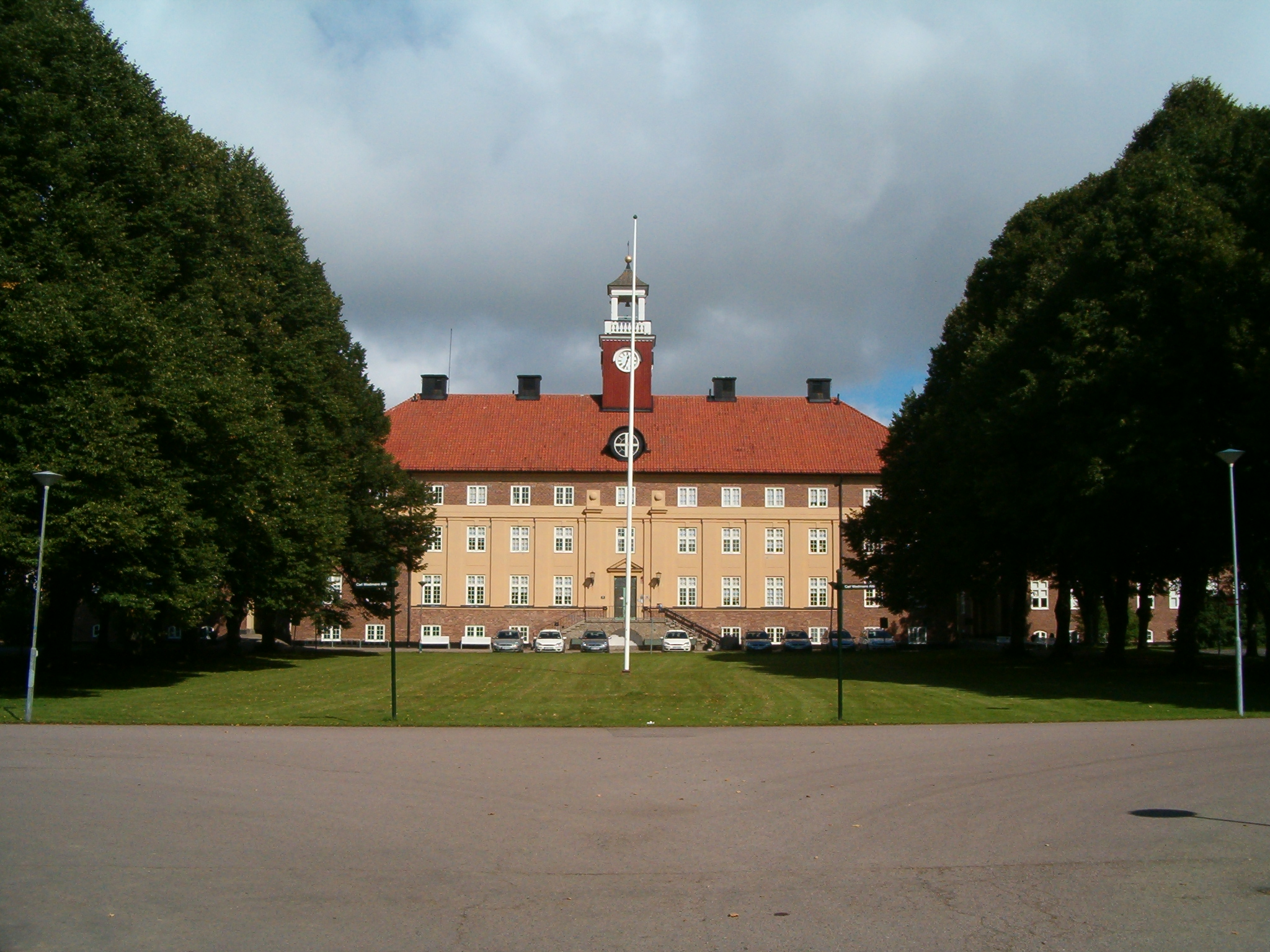
Sankta Maria Sjukhus